# 三船プロダクション
株式会社三船プロダクション（みふねプロダクション）は、1962年に映画俳優の三船敏郎が設立した、日本の芸能事務所及び制作プロダクションである。

## 立地
1966年に、東京都世田谷区成城と調布市入間町にまたがる敷地に、時代劇が撮影可能なオープンセットがある撮影所を建設した。「東京で唯一時代劇が撮れるスタジオ」と言われ、世田谷区側にセットを建てられるスタジオが3棟、通り、川端、長屋があり、バス通りを挟んで調布市側に道場を含むオープンセットがあった。多くの制作スタッフを抱え、大手の映画会社に次ぐ規模であった。ロゴマークは三船家の家紋である。

## 略歴

### 設立から最盛期
1950年代の後半から、テレビが普及し始めて映画産業は衰退を始めていた。映画会社は、作成費用を削減して撮影所の規模を縮小をしていた。三船も、所属する東宝から「君はプロダクションを作り、仕事を回すから自分のところで映画を作るように」と告げられた。三船はプロダクション設立にあたり東宝の重鎮・森岩雄、藤本真澄と川喜多長政らを取締役に、運営には田中友幸の尽力を得た。第一回作品は、1963年に宝塚映画と提携して製作された『五十万人の遺産』で、東宝の藤本真澄専務の薦めにより監督を三船が引き受け、編集も黒澤監督が手伝うなど黒澤組も多数参加するが、三船監督として唯一の作品となる。監督業は無理だと思った三船は岡本喜八監督を招き、1965年に『侍』、『血と砂』を製作し、東宝の支援もあり、興行成績も好調であった。
1966年に世田谷区成城に二千坪の土地を購入。スタジオ、オープンセット完備の撮影所を作る。組織も拡大し、映画製作、企画の社員を雇い、撮影スタッフも増強して自主製作を始める。1968年に三船プロダクションと石原プロモーションが組んで、熊井啓監督の『黒部の太陽』を公開する。当時は五社協定が存在し、東宝と日活の看板スターが組むことに大きな反発があった。三船は日活の堀久作社長に、「黒4ダムを作った関西電力が映画の前売り券、百万枚の販売を保証してくれるが、配給は日活でどうか」と提案し、石原裕次郎の出演を認められて制作にこぎつける。『黒部の太陽』は1968年の最大のヒット作品となる。海外出演依頼も増えて、1967年のアメリカ映画『グラン・プリ』、1968年『太平洋の地獄』に出演する。1960年代は主に東宝と提携して多くの映画を製作し、中村錦之助、石原裕次郎らと共演が話題になった『風林火山』（1969年）は予想以上にヒットした。
三船プロダクションは3800坪の敷地にある撮影所の設備を充実させ、社員と契約社員で300名以上になった。1970年代に映画産業が斜陽化してから映画製作から撤退しテレビドラマを制作した。同時期に多数誕生したいわゆるスター・プロの中では唯一自社撮影所を備え、東京で随一の常設時代劇用オープンセットは各社に重宝された。

### 分裂以後
芸能プロダクションとしても活動し、竜雷太、多岐川裕美、勝野洋、中野良子らのスターを多く抱えていたが、1979年に内紛騒動が勃発し、東宝時代から付き添ってきた田中寿一が上記の俳優らを引き連れて、半ば強引に三船プロから独立、田中プロモーションを設立した。三船プロに残留した俳優は伊豆肇、夏木陽介、かたせ梨乃、竹下景子ら、少数に留まった。この分裂劇は法廷へともつれ込んだが、最終的に田中が三船に謝罪し、和解した。
分裂で大打撃を受けた三船は軌道修正を図るべく、1981年には三船芸術学院を設け、役者や制作スタッフの育成に力を注ぐも、内紛騒動で出来た穴を埋めることはできず、1984年には撮影所が閉鎖に追い込まれ敷地の多くを売却するなどの事業縮小を余儀なくされた。三船プロが1970年代に無理な事業拡大を行った背景には、同時期、東宝が本社での映画製作を停止し、買取作品・委託引受け作品の配給に転換したため、行き場を失った大量のスタッフ・俳優の受け皿となろうとした三船の侠気があるといわれる。
三船敏郎没後、長男で俳優の三船史郎が取締役を継ぎ、過去に製作した作品の著作権管理を主な業務として現在に至る。
敷地の間を通っていた成城富士見橋通りを走る小田急バスの停留所『三船プロダクション前』は、2003年4月に『成城八丁目』に改められた。

## その他
- 1982年には、当時常務だった元村武と伊藤満が無断で退社する内紛騒動が起きた。この騒動では、東北新社の植村伴次郎が仲裁に入り、東北新社が子会社として「株式会社ヴァンフィル」を設立し元村と伊藤を当該会社に移籍させることで解決した[4]。
- 元社員で総務の田島勝彦によると、黒澤明監督との最後の作品となった『赤ひげ』の撮影後、数年経って、事務所内に「黒澤プロダクション」という部屋を、黒澤監督に使ってもらうために作ったという。その部屋は普段だれもいないが、社長室よりも広い部屋だったという。三船は、黒澤監督と再び仕事を出来る日を待ち望んでいたと語っている[2]。
- テレビドラマも多数制作していたが、同一時間帯で複数の局で裏被りで放映される場合、制作会社のクレジット重複を避けるために片方の番組での表記を「トリッセンエンタープライズ」に変更していた。
- 同社から分裂した田中プロモーション、ヴァンフィル、さらに前者から再分裂したアクターズプロモーションは、いずれも母体を凌ぐ規模で活動していた時期もあったが、現在はすべて消滅している。三船プロは、往年ほどの規模ではないものの,現在も健在である。

## 所属俳優
- 三船力也（三船敏郎の孫）
- 小林元樹
- 小家山晃
- 平良あきら

## 所属した俳優
- 三船敏郎
- 夏木陽介（夏木プロダクションに独立し2014年業務終了）
- 渡哲也
- 勝野洋
- 竹下景子
- かたせ梨乃
- 多岐川裕美
- 竜雷太
- 織田あきら
- 伊豆肇
- 秋野暢子
- 真行寺君枝
- 夏圭子
- 岡田可愛
- 喜多川美佳（前芸名：北川美佳）

## 所属したスタッフ
- 元村武（プロデューサー・元日活）
- 伊藤満（プロデューサー・現「株式会社タイムズイン」代表）
- 山田一夫（撮影技師・元東宝）
- 鹿島章弘（演出家）
- 白井政一（演出家）
- 猪崎宣昭（演出家）
- 大久保直実（演出家・現ビデオフォーカス制作プロデューサー）
- 大坂和美（装飾・ポパイアート代表[5]）
- 佐藤袈裟孝（小道具）

## 施設
- トリッセン・スタジオ（整音）
- 三度屋美術工房（美術）

## 作品

### 映画
- 五十万人の遺産 (1963年)
- 侍 (1965年)
- 血と砂 (1965年)
- 怒涛一万浬 (1966年)
- 奇巌城の冒険 (1966年)
- 上意討ち 拝領妻始末 (1967年)
- 黒部の太陽 (1968年) ※ 石原プロモーションと共同制作
- 赤毛 (1969年)
- 風林火山 (1969年)
- 新撰組 (1969年)
- 待ち伏せ (1970年)
- 二人だけの朝 (1971年)
- 犬笛（1978年) ※ 三船プロ創立15周年記念作品
- 戦国自衛隊 (1979年) ※ 制作協力
- 武士道ブレード (1981年) ※ 制作協力
- 海燕ジョーの奇跡 (1984年)
- V.マドンナ大戦争 (1985年)

### テレビドラマ
- 桃太郎侍 （1967年、NTV）
- 昔三九郎（1968年、NTV）
- 五人の野武士 （1968年、NTV）
- 大忠臣蔵 （1971年、NET）
- 荒野の素浪人 （1972年・1974年、NET）
- 荒野の用心棒 （1973年、NET）
- 大江戸捜査網 （1973年、12ch）
- 浮世絵女ねずみ小僧（第3シリーズ）（1974年、CX）
- 破れ傘刀舟悪人狩り （1974年、NET）
- 剣と風と子守唄 （1975年、NTV）
- 隠し目付参上 （1976年、MBS）
- 人魚亭異聞 無法街の素浪人 （1976年、NET）
- 江戸特捜指令 （1976年、MBS）
- 欲望の河 （1976年、THK）
- 破れ奉行 （1977年、ANB）※制作協力
- 青春の甘き香り （1977年、THK）
- 森村誠一シリーズ・暗黒流砂（1977年、MBS）
- 江戸の鷹 御用部屋犯科帖 （1978年、ANB）
- 横溝正史シリーズII （1978年、MBS）
  - 女王蜂
  - 迷路荘の惨劇
- 森村誠一シリーズII・青春の証明 （1978年、MBS）
- 江戸を斬るIV （1979年、TBS）※制作協力
- 高木彬光シリーズ・検事霧島三郎 （1979年、MBS）
- 江戸の牙（1979年、ANB）
- 駆け込みビル7号室 （1979年、CX）
- 黄金の犬 （1980年、NTV）
- 時代劇スペシャル （CX）
  - 素浪人罷り通るシリーズ
  - 新吾十番勝負シリーズ
  - 十六文からす堂シリーズ
- 文吾捕物帳 （1981年、ANB）
- 火曜サスペンス劇場 （NTV）
  - 球形の荒野 （1981年）
  - 幻の罠（1982年）
  - 松本清張の交通事故死亡1名 （1982年）
  - 家族の選択(1983年)
  - 木に登る犬 (1983年)
- 幸福の黄色いハンカチ （1982年、TBS）
- 女たちの大坂城 （1983年、YTV）

### Webアニメ
- 鬼武者（2023年11月2日配信、三池崇史監督、Netflix） - 協力